# Pristaulacus erythrocephalus
Pristaulacus erythrocephalus är en stekelart som beskrevs av Cameron 1905. Pristaulacus erythrocephalus ingår i släktet Pristaulacus och familjen vedlarvsteklar. Inga underarter finns listade i Catalogue of Life.